# Янду
Янду́ (чув. Янту) — деревня в Чебоксарском районе Чувашской Республики. Входит в состав Синьял-Покровского сельского поселения.

## География
Находится в северной части Чувашии на расстоянии приблизительно 12 км на запад-северо-запад по прямой от районного центра поселка Кугеси.

## История
Основана как поселок в 1934 переселенцами из деревни Первое Селиванкино (ныне в составе деревни Селиванкино). В 1939 году было 25 жителей, в 1979 — 21. В 2002 году было 7 дворов, в 2010 — 11 домохозяйств. В 1934 в деревне стал работать колхоз «Янду», в 2010 действовал СПК "Колхоз «Пучах».

## Население
Постоянное население составляло 26 человек (чуваши 96 %) в 2002 году, 28 в 2010.